# Río de la Plata
A Río de la Plata vagy La Plata a Paraná folyó és az Uruguay folyó torkolata. (Bár a río spanyolul ’folyó’-t jelent, valójában tehát ez nem egy folyó.) A tölcsér alakú torkolat mélyen benyúlik Dél-Amerika keleti partjába. A folyók összefolyásától az Atlanti-óceánig 290 km hosszú. A világ legszélesebb folyótorkolata: szélessége a kezdeti 48 km-ről a tengerhez közeledve 220 km-re nő.
A La Plata Argentína és Uruguay határát képezi. Délnyugati partján fekszik Buenos Aires, az északkeletin pedig Montevideo.

## Története
Az európaiak 1516-ban fedezték fel, amikor Juan Díaz de Solís átjárót keresett az Atlanti- és a Csendes-óceán között. Az első európai telep Buenos Aires volt, amelyet először 1536-ban alapítottak, majd elhagyták, és végül 1580-ban telepítettek be végleg.
Itt játszódott le a La Plata-i csata a második világháborúban.

## Képgaléria

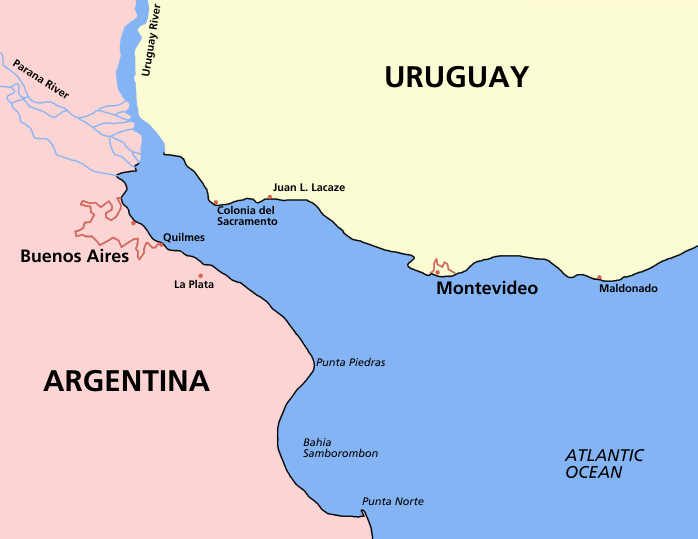
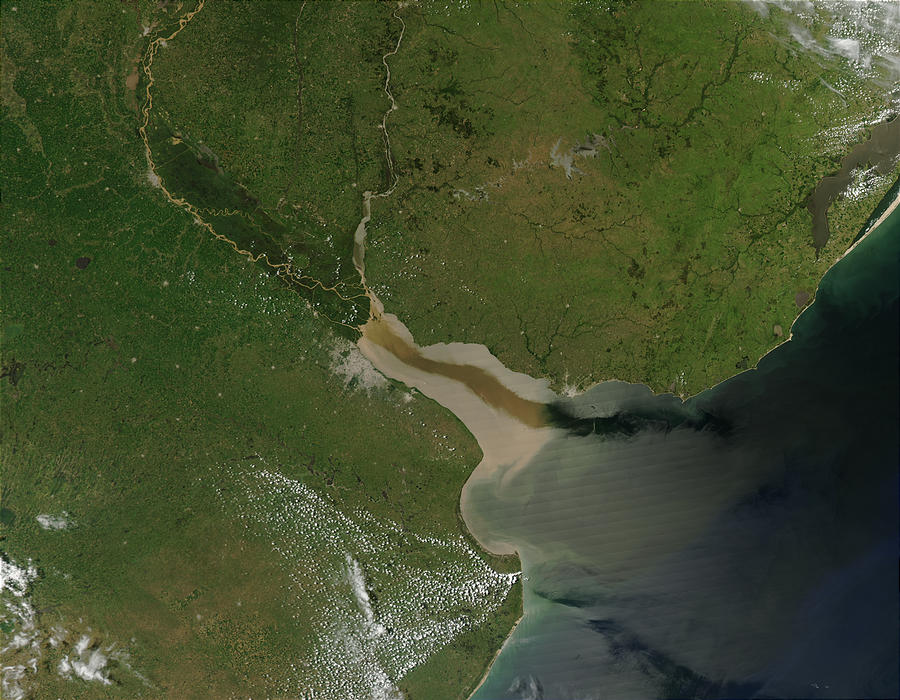

## Fordítás
- Ez a szócikk részben vagy egészben  a   Río de la Plata című angol Wikipédia-szócikk ezen változatának fordításán alapul.  Az eredeti cikk szerkesztőit annak laptörténete sorolja fel. Ez a jelzés csupán a megfogalmazás eredetét és a szerzői jogokat jelzi, nem szolgál a cikkben szereplő információk forrásmegjelöléseként.